# Dictyaulus
Dictyaulus is een geslacht van sponsdieren uit de klasse van de Hexactinellida.

## Soorten
- Dictyaulus elegans Schulze, 1896
- Dictyaulus marecoi Tabachnick & Collins, 2008
- Dictyaulus romani Murillo, Tabachnick & Menshenina, 2013
- Dictyaulus starmeri Tabachnick & Lévi, 2004